# سافينيوني
سافينيوني ( لغوريا : سافينيون ) هي كومونا (بلدية) في مدينة جنوة المتروبولية في في المنطقة الإيطالية ليغوريا, وتقع على بعد حوالي 15 كيلومتر ( 9 ميل )  شمال مدينة جنوة
تقع سافينيوني على حدود العديد من البلديات Busalla ، Casella ، Crocefieschi ، Mignanego ، Serra Riccò ، Valbrevenna .

## تاريخ
تم الاستحواذ على سافينيوني في العصر الحديدي، لأنها كنت في العصور الوسطى تابعة إلى مقاطعة لتورتونا، وفي عام 1242  تم اقتنائها من قبل جمهورية جنوة وتم اسنادها إلى عائلة سبينولا  . وبعد ذلك كانت تحت سلطة فيشي ( fieschi)  الذي اعادها إلى جنوة مرى اخرة في عام 1636. وكانت جزءاً من مملكة سردينا في عام 1815, التابعة لايطاليا  منذ عام 1861

## المعالم السياحية الرئيسية
- قلعة فيشي (القرن الثالث عشر)
- قصر فيشي (القرن السادس عشر)
- كنيسة أبرشية القديس بارثولوميو تضم لوحتين من تصميم لوكا كامبياسو .